# 坦什布赖博卡日
坦什布赖博卡日（法語：Tinchebray-Bocage，法語發音：[tɛ̃ʃ(ə)bʁɛ bɔkaʒ]）是法国奥恩省的一个市镇，位于该省西北部，属于阿让唐区。

## 地名
该地名“坦什布赖博卡日”（Tinchebray-Bocage）由两部分组成：“坦什布赖”（Tinchebray），该市镇的前身及主体；“博卡日”（Bocage），法语意为“树篱田”。

## 历史
坦什布赖博卡日成立于2015年1月1日，由以下7个市镇合并而来：
- 博谢讷（Beauchêne）
- 弗雷讷（Frênes）
- 拉尔尚（Larchamp）
- 圣科尔尼耶德朗德（Saint-Cornier-des-Landes）
- 圣让德布瓦（Saint-Jean-des-Bois）
- 坦什布赖（Tinchebray）
- 伊夫朗德（Yvrandes）

其中坦什布赖为政府驻地。

## 地理
坦什布赖博卡日（48°45'46"N, 0°44'3"W）面积26.52 平方千米，位于法国诺曼底大区奧恩省，该省份为法国西北部内陆省份，北起顺时针与卡爾瓦多斯省、厄尔省、厄尔-卢瓦省、萨尔特省、马耶讷省和芒什省接壤。
与坦什布赖博卡日接壤的市镇（或旧市镇、城区）包括：朗迪萨克、勒梅尼勒西布、圣康坦莱沙尔多内、沙尼、隆莱拉拜、热尔。
坦什布赖博卡日的时区为UTC+01:00、UTC+02:00（夏令时）。

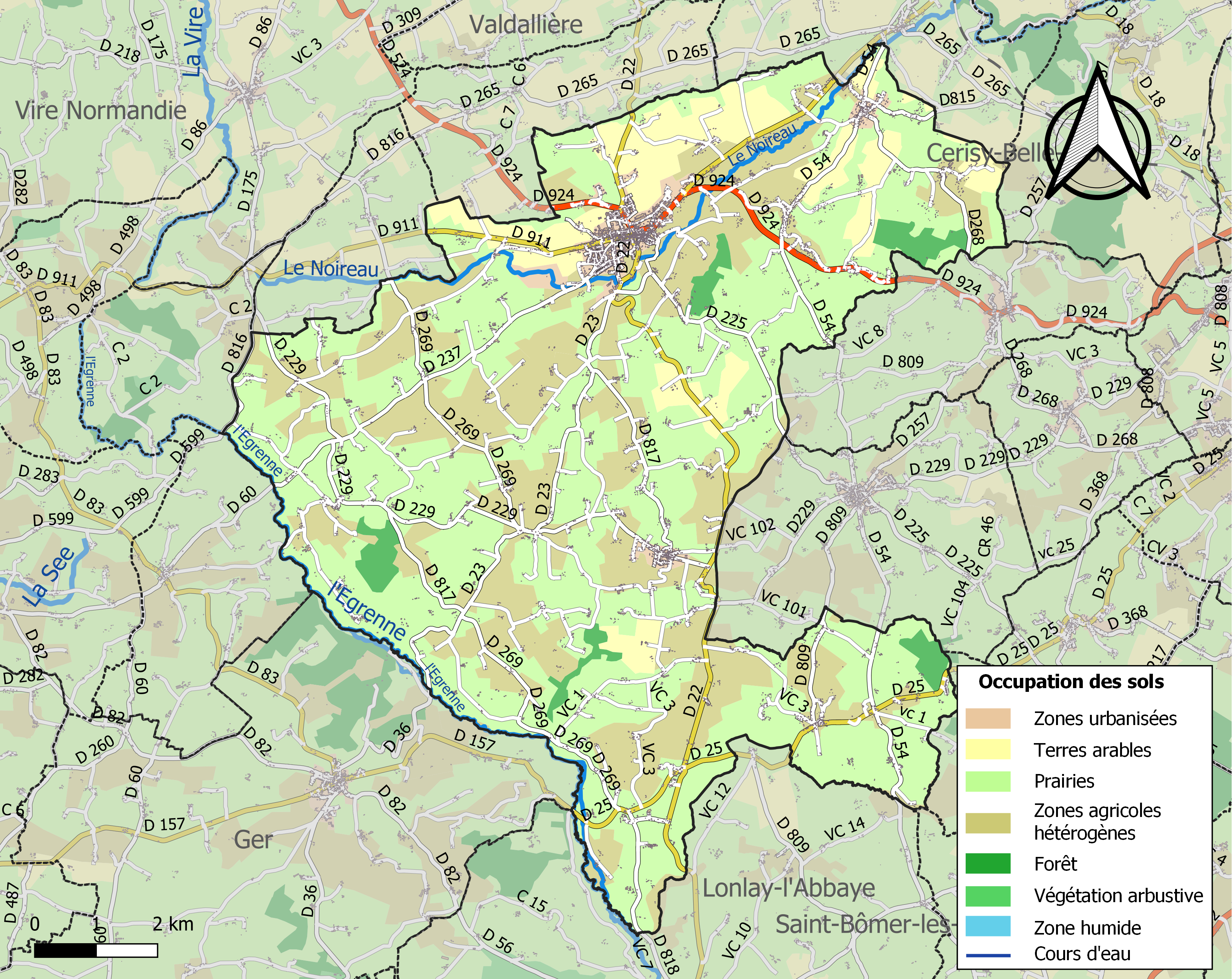
坦什布赖博卡日的OSM定位图

## 行政
坦什布赖博卡日的邮政编码为61800，INSEE市镇编码为61486。

## 政治
坦什布赖博卡日所属的省级选区为栋夫龙昂普瓦赖县，现任市长为若塞特·波尔凯（Josette Porquet）女士，任期为2020-2026年。

## 人口
坦什布赖博卡日于2022年1月1日时的人口数量为4850人。